# إدغار راموس
إدغار راموس (بالإسبانية: Édgar Ramos)‏من مواليد (27 سبتمبر عام 1979 ببوغوتا في كولومبيا ) هو لاعب كرة قدم كولومبي في مركز الدفاع. شارك مع منتخب كولومبيا لكرة القدم. أما مع النوادي، فقد لعب مع إنديبنديينتي سانتا في وديبورتيس كوينديو وديبورتيفو باستو وكيلمس ونادي أليانزا ‏ وBoyacá Chicó F.C. ‏ وPatriotas Boyacá ‏ وAcademia F.C. ‏ وLlaneros F.C. ‏ وأتليتيكو بوكارامانغا وBogotá F.C. ‏.

## وصلات خارجية
- إدغار راموس على موقع قاعدة بيانات كرة القدم.إي يو (الإنجليزية)
- إدغار راموس على موقع ناشيونال فوتبول تيمز (الإنجليزية)